# 75-та паралель північної широти
75-та паралель північної широти — лінія широти, що лежить на 75 градусів північніше земної екваторіальної площини, за Північним полярним колом, в Арктиці. Вона проходить через Атлантичний океан, Європу, Азію, Північний Льодовитий океан та Північну Америку.
На цій широті під час літнього сонцестояння сонце видно 24 години (полярний день), а під час зимового сонцестояння протягом доби тривають навігаційні сутінки (полярна ніч).

## Список географічних об'єктів, що перетинає 75° пн. ш.
Починаючи з Гринвіцького меридіану та рухаючись на схід, 75-та паралель північної широти проходить через:
| Координати                                                   | Країна, територія або море | Примітки                                                                                             |
| ------------------------------------------------------------ | -------------------------- | --- |
| 76°0′ пн. ш. 0°0′ сх. д. / 76.000° пн. ш. 0.000° сх. д.      | Атлантичний океан          | Гренландське море Норвезьке море                                                                     |
| 75°0′ пн. ш. 18°27′ сх. д. / 75.000° пн. ш. 18.450° сх. д.   | Баренцове море             | |
| 75°0′ пн. ш. 55°56′ сх. д. / 75.000° пн. ш. 55.933° сх. д.   | Росія                      | Нова Земля — проходить через Північний острів                                                        |
| 75°0′ пн. ш. 60°26′ сх. д. / 75.000° пн. ш. 60.433° сх. д.   | Карське море               | Проходить південніше островів Арктичного Інституту[en], Росія                                        |
| 75°0′ пн. ш. 87°19′ сх. д. / 75.000° пн. ш. 87.317° сх. д.   | Росія                      | Проходить через півострів Таймир і Таймирське озеро                                                  |
| 75°0′ пн. ш. 112°53′ сх. д. / 75.000° пн. ш. 112.883° сх. д. | Море Лаптєвих              | |
| 75°0′ пн. ш. 137°43′ сх. д. / 75.000° пн. ш. 137.717° сх. д. | Росія                      | Проходить через острів Котельний і Землю Бунге, Новосибірські острови                                |
| 75°0′ пн. ш. 143°36′ сх. д. / 75.000° пн. ш. 143.600° сх. д. | Східносибірське море       | Проходить південніше Фадєєвського півострова, Росія                                                  |
| 75°0′ пн. ш. 147°11′ сх. д. / 75.000° пн. ш. 147.183° сх. д. | Росія                      | Проходить через острів Новий Сибір, Новосибірські острови                                            |
| 75°0′ пн. ш. 150°42′ сх. д. / 75.000° пн. ш. 150.700° сх. д. | Східносибірське море       | |
| 75°0′ пн. ш. 165°33′ сх. д. / 75.000° пн. ш. 165.550° сх. д. | Північний Льодовитий океан | |
| 75°0′ пн. ш. 131°54′ зх. д. / 75.000° пн. ш. 131.900° зх. д. | Море Бофорта               | |
| 75°0′ пн. ш. 124°7′ зх. д. / 75.000° пн. ш. 124.117° зх. д.  | Протока Мак-Клур           | |
| 75°0′ пн. ш. 115°53′ зх. д. / 75.000° пн. ш. 115.883° зх. д. | Канада                     | Північно-Західні території — проходить через острів Мелвілл                                          |
| 75°0′ пн. ш. 114°47′ зх. д. / 75.000° пн. ш. 114.783° зх. д. | Затока Ліддон[en]          | |
| 75°0′ пн. ш. 112°29′ зх. д. / 75.000° пн. ш. 112.483° зх. д. | Канада                     | Північно-Західні території — проходить через острів Мелвілл Нунавут — проходить через острів Мелвілл |
| 75°0′ пн. ш. 106°41′ зх. д. / 75.000° пн. ш. 106.683° зх. д. | Протока Віконта Мелвілла   | Проходить південніше острова Байам-Мартін, Нунавут, Канада                                           |
| 75°0′ пн. ш. 100°11′ зх. д. / 75.000° пн. ш. 100.183° зх. д. | Канада                     | Нунавут — проходить через острів Батерст                                                             |
| 75°0′ пн. ш. 98°36′ зх. д. / 75.000° пн. ш. 98.600° зх. д.   | Протока Макдугалл[en]      | |
| 75°0′ пн. ш. 96°36′ зх. д. / 75.000° пн. ш. 96.600° зх. д.   | Канада                     | Нунавут — проходить через острів Корнуолліс                                                          |
| 75°0′ пн. ш. 93°28′ зх. д. / 75.000° пн. ш. 93.467° зх. д.   | Протока Веллінгтон[en]     | |
| 75°0′ пн. ш. 92°11′ зх. д. / 75.000° пн. ш. 92.183° зх. д.   | Канада                     | Нунавут — проходить через острови Девон і Філпотс[en]                                                |
| 75°0′ пн. ш. 79°31′ зх. д. / 75.000° пн. ш. 79.517° зх. д.   | Море Баффіна               | |
| 75°0′ пн. ш. 57°48′ зх. д. / 75.000° пн. ш. 57.800° зх. д.   | Гренландія                 | Проходить через Кьєр[en]                                                                             |
| 75°0′ пн. ш. 20°24′ зх. д. / 75.000° пн. ш. 20.400° зх. д.   | Гренландія                 | Проходить через Гранжеанфьорд[en] і острів Кун[en]                                                   |
| 75°0′ пн. ш. 19°20′ зх. д. / 75.000° пн. ш. 19.333° зх. д.   | Атлантичний океан          | Затока Хохштеттер[en]                                                                                |
| 75°0′ пн. ш. 17°30′ зх. д. / 75.000° пн. ш. 17.500° зх. д.   | Гренландія                 | Проходить через острів Шеннон                                                                        |
| 75°0′ пн. ш. 17°24′ зх. д. / 75.000° пн. ш. 17.400° зх. д.   | Атлантичний океан          | Гренландське море                                                                                    |